# 船橋市立高根台第二小学校
船橋市立高根台第二小学校（ふなばししりつ たかねだいだいにしょうがっこう）は、千葉県船橋市高根台五丁目にある公立小学校。通称は「高根第二」（たかねだいに）、「高二」（たかに）。

## 概観
1969年には1464名の児童が在籍したが、他の小学校の開設や児童数の減少に伴い、2013年4月1日時点の児童数は157名となっている。

## 沿革
- 1962年9月1日 - 船橋市立高根台第一小学校の校舎を借りて設置。同年11月29日校舎完成落成式。
- 1964年9月9日 - 校歌制定。
- 1968年4月1日 - マンモス校となったため、船橋市立古和釜小学校・船橋市立高郷小学校が新設されて学区が再編される。
- 1972年4月1日 - 船橋市立高根台第三小学校新設にともない一部分離。
- 1982年4月1日 - 特殊学級開設。
- 1998年11月19日 - 全日本学校歯科保健優良校受賞。